# Лефевр-Денуэтт, Шарль
Шарль Лефевр-Денуэтт (фр. Charles Lefebvre-Desnouettes; 14 сентября 1773, Париж — 22 апреля 1822, на борту корабля «Альбион», близ Кингсдейла, Ирландия) — французский военный деятель, дивизионный генерал (с 1808 года), граф (c 1808 года), командир конных егерей Императорской гвардии (с 18 января 1808 года по 24 июля 1815 года), участник революционных и наполеоновских войн.

## Происхождение и семья
Семья Лефевр де Нуэтт (после французской революции Лефевр-Денуэтт) была весьма зажиточной и на протяжении нескольких поколений занималась торговлей сукном и тканями. Семья происходила из Нормандии, однако Шарль Лефевр-Денуэтт родился в Париже. У него был брат, Зенон, к числу потомков которого принадлежат все современные представители семьи. Сам генерал Лефевр-Денуэтт имел только одну дочь, поэтому его графский титул, полученный от Наполеона, не был передан далее.

## Участие в революционных войнах
Юношей Лефевр-Денуэтт получил неплохое образование, обучаясь в Грассенском коллеже в Париже. Не испытывая никакого пристрастия к наукам, три раза записывался в армию, но каждый раз родители выкупали его назад. После начала Революции вступил в пехотный полк, а 1 декабря 1789 перешел в Национальную гвардию Парижа. В июне 1791 ушел со службы, но уже в сентябре 1792 вернулся и стал егерем Легиона аллоброгов. 15 февраля 1793 был произведен в суб-лейтенанты 5-го драгунского полка. В 1793—94 воевал в составе Северной, в 1794—96 Самбро-Маасской, в 1796—97 Рейнско-Мозельской армии. В 1797—98 сражался в Италии.

## От командира эскадрона до дивизионного генерала (1800—1807 гг.)
С 1 февраля 1800- адъютант Первого консула Наполеона Бонапарта. Храбро сражался при Маренго (14 июня 1800). С 28 июля назначен командиром эскадрона. В сентябре 1801 переведен сначала в штаб Консульской гвардии, а затем в легион элитных жандармов. С 30 декабря 1802 исполнял обязанности командира бригады, в которую входил 18-й драгунский полк. 17 июля 1804 Наполеон сделал Лефевр-Денуэтта шталмейстером императорского Двора. 30 августа 1805 его перевели в 4-ю драгунскую дивизию резервной кавалерии Великой армии, в составе которой он принял участие в сражениях при Эльхингене и Аустерлице. 19 сентября 1806 произведен в бригадные генералы. С 5 ноября того же года Лефевр-Денуэтт командует бригадой Баварской кавалерии в составе 9-го корпуса Великой армии. В ходе кампании 1806-07 он и его конники участвовали в боевых действиях при Глогау, Калише, Бреслау, Глаце.
18 ноября 1807 отважного кавалериста перевели в вестфальскую армию и одновременно произвели в чин дивизионного генерала. Проведя на службе у Жерома Бонапарта всего лишь два месяца, Лефевр-Денуэтт был отозван из Вестфалии и назначен старшим полковником гвардейских конных егерей.

## Битвы в Испании (1808). Пять лет в английском плену
С 19 марта 1808 Лефевр-Денуэтт занимал должность начальника Генерального штаба обсервационного корпуса маршала Бессьера на Пиренейском полуострове. Участвовал в сражениях при Туделе, Маллене, Алагоне, Эриле. С начала лета 1808 находился в составе войск, осаждавших Сарагосу. 2 октября 1808 был отправлен на отдых во Францию, где принял командование отрядом Императорской гвардии. Ровно через месяц вернулся в Байонну во главе гвардейских конных егерей. 23 ноября 1808 под знаменами маршала Ланна принимал участие в разгроме армии генерала Кастаньоса при Туделе, а через неделю отличился в сражении при Сомо-Сиерре. 29 декабря 1808 при форсировании реки Эсла в районе Бенавенте был внезапно атакован английским драгунами, получил ранение и попал в плен. Интернирован в Великобританию, откуда сумел бежать в мае 1812.

## Поход в Россию. Саксонская кампания 1813 г
Во время Русского похода Лефевр-Денуэтт командовал полком конных егерей Императорской гвардии. 18 октября 1812 отличился в бою у Винкова. 6 декабря того же года в Сморгони оставил Великую армию и отбыл по приказу Наполеона в Париж. В 1813, в составе корпуса маршала Мортье, сражался при Бауцене и Римбурге. 24 сентября 1813 разбил войска генерала Тильмана при Мерсебурге. Бесстрашно сражался при Альтенбурге и Ханау. С 25 ноября 1813 командовал кавалерией Молодой гвардии. Блестяще провел осаду крепости Бреда и 13 декабря заставил гарнизон капитулировать.

## Кампания 1814. Сто дней на службе у императора
В январе 1814 Лефевр-Денуэтт под натиском неприятеля отошел в Авер. В составе корпуса генерала Нансути участвовал в военных действиях в Шампани. В сражении при Бриенне (29 января 1814) лично возглавил штыковую атаку пехоты, в ходе которой был ранен. Отличился в боях при Ла-Ротьере, Монмирайле, Шато-Тьерри и Вошане. С 17 марта командовал дивизией рекрутов, самоотверженно сражавшихся при Арси-сюр-Об. Перед отречением Наполеон, доверявший Лефевр-Денуэтту, назначил его командиром своего личного эскорта. Во время ссылки императора на Эльбу генерал оставался в армии Бурбонов и 30 июля 1814 получил почетную должность полковника королевских конных егерей.
В 1815 поднял в поддержку вернувшегося из ссылки Наполеона свой полк королевских конных егерей, расквартированный в Камбре. В награду за преданность Наполеон произвел Лефевра-Денуэтта в пэры Франции (2 июня). С июня 1815 командовал дивизией легкой кавалерии Старой гвардии. Сражался при Флерюсе (15 июня), Катр-Бра (16 июня) и Ватерлоо. После разгрома французской армии отступил с оставшимися войсками в долину Луары, а затем в Бурж.

## Бегство из Франции. Трагическая гибель
В 1816 году Лефевр-Денуэтт был приговорен к смертной казни, а его фамилию занесли в проскрипционные списки. Однако генерал вовремя покинул родину и уехал в США, где основал сельскохозяйственную колонию французских эмигрантов (в штате Алабама). В 1822, желая переселиться поближе к Франции, отплыл на судне «Альбион», направлявшемся в Нидерланды, но погиб в кораблекрушении у южных берегов Ирландии.

## Воинские звания
- Конный егерь (15 сентября 1792 года);
- Младший лейтенант (15 февраля 1793  года);
- Лейтенант (179? год);
- Капитан (179? год);
- Командир эскадрона (28 июля 1800 года);
- Полковник (30 декабря 1802 года);
- Бригадный генерал (19 сентября 1806 года);
- Дивизионный генерал вестфальской службы (18 ноября 1807 года);
- Полковник гвардии (18 января 1808 года);
- Дивизионный генерал (28 апреля 1808 года).

## Титулы
- Граф Лефевр-Денуэтт и Империи (фр. comte Lefebvre-Desnouettes et de l'Empire; декрет от 19 марта 1808 года, патент подтверждён 10 сентября 1808 года)[1].

## Награды
Легионер ордена Почётного легиона (11 декабря 1803 года)
 Офицер ордена Почётного легиона (14 июня 1804 года)
 Коммандан ордена Почётного легиона (25 декабря 1805 года)
 Командор баварского ордена Льва
 Большой Крест ордена Воссоединения (3 апреля 1813 года)
 Кавалер военного ордена Святого Людовика (19 июля 1814 года)